# Mexcaltitán
Mexcaltitán (teljes nevén Mexcaltitán de Uribe) egy szigeten fekvő település Mexikó Nayarit államának Santiago Ixcuintla községében.
Mexcaltitánt a legtöbb mexikói autótérkép nem is tünteti fel, s bár hivatalosan két út is visz oda, valójában egyik út sem létezik. Augusztus közepétől október elejéig szárazon egyáltalán nem megközelíthető a mintegy 800 lakosú település, ugyanis a trópusi esőzésektől megáradt San Pedro folyó ingoványos deltájának foglyává válik, utcái pedig – akár Velencében – csatornává változnak. A mexcaltitáni gyerekek éppen ezért egyszerre tanulnak meg járni és kenuzni.
A sziget-község hozzávetőlegesen a 12. században keletkezett, nagyjából egyazon időben, mint az itáliai Velence. Ám míg Velence egyre csak fejlődött, addig Mexcaltitán hanyatlott.